# Herman Verdin
Herman Verdin (Mechelen, 9 september 1925 - Kessel-Lo, 19 augustus 2011) was een Belgisch radio- en televisiemaker, classicus en hoogleraar aan de Katholieke Universiteit Leuven.

## Biografie
Herman Verdin liep school aan het Koninklijk Atheneum in Mechelen. Hij behaalde het diploma van licentiaat in de klassieke filologie en studeerde een jaar oude geschiedenis aan de Katholieke Universiteit Leuven. Tijdens het academiejaar 1946-47 was hij preses van de faculteitskring Klio.
Hij ging in augustus 1950 aan de slag als radiomaker bij het Nationaal Instituut voor de Radio-omroep (NIR). Hij maakte historische documentaires en luisterspelen en stond aan de wieg van de schoolradio. Hij was ook commentator bij onder meer voetbalwedstrijden, de opening van Expo 58 en de huwelijken van koning Boudewijn en prins Albert. In 1961 werd Verdin hoofd van de dienst Artistieke en Educatieve uitzendingen bij de Vlaamse Televisie (BRT). Hij was onder meer verantwoordelijk voor kunst- en cultuurprogramma's zoals Ten huize van en Hier spreekt men Nederlands, het tuinbouwprogramma Voor boer en tuinder en het vrouwenprogramma Penelope. Verschillende producties onder zijn leiding kregen internationale prijzen, waaronder de Prix Italia voor de tv-opera Willem van Saeftinghe op muziek van Frédéric Devreese. Ook nadat hij definitief koos voor een academische carrière bleef hij verbonden met de BRT, onder meer als bestuurder van Omroep Brabant en voorzitter van de Bert Leysenprijs.
Verdin promoveerde in 1963 aan de KU Leuven tot doctor in de oude geschiedenis over de Griekse geschiedschrijver Herodotus. In 1958 reeds werd hij er deeltijds assistent van Willy Peremans, zijn promotor. In 1964 werd hij lector en in 1965 docent aan de KULAK. Later werd hij hoogleraar. Hij ging op emeritaat in 1990. Verdin was medeoprichter en hoofdredacteur van het wetenschappelijk tijdschrift Ancient Society en medeoprichter en redacteur van Kleio, het tijdschrift van de faculteitskring Klio. Van 1960 tot 1972 was hij ook voorzitter van Classici Lovanienses, de alumnivereniging voor studenten Latijn, Grieks en oude geschiedenis aan de KU Leuven. Hij was ook hoofdredacteur van Onze Alma Mater, het tijdschrift van de vereniging Vlaamse Leergangen, waarvan hij van 1980 tot 1988 voorzitter was.
Na zijn emeritaat hield hij zich onder meer bezig met het vertalen van Griekse schrijvers.
Verdin was vanaf 1945 lid van de Koninklijke Kring voor Oudheidkunde, Letteren en Kunst van Mechelen.